# Agoudi N'Lkhair
Agoudi N'Lkhair (en àrab أڭودي نلخير, Agūdī N-Lẖayr; en amazic ⴰⴳⵓⴷⵉ ⵏ ⵍⵅⵉⵔ) és una comuna rural de la província d'Azilal, a la regió de Béni Mellal-Khénifra, al Marroc. Segons el cens de 2014 tenia una població total de 11.752 persones.